# أليوت ديكسون
أليوت ديكسون (بالإنجليزية: Elliot Dixon)‏ هو لاعب اتحاد الرغبي نيوزيلندي، ولد في 4 سبتمبر 1989 في كرايستشرش في نيوزيلندا.

## وصلات خارجية
- أليوت ديكسون عل موقع إسبنسكروم (الإنجليزية)
- أليوت ديكسون على موقع ItsRugby.co.uk (الإنجليزية)